# كلب الغرب
كلب الغرب (الاسم العلمي: †Hesperocyon) هو جنس منقرض من فصيلة الكلبيات اللاحمة التي كانت مستوطنة في أمريكا الشمالية بدءا من جنوب كندا إلى كولورادو. ظهر خلال مرحلة اليونتان من أحيان الثدييات الأرضية الأميركية الشمالية في منتصف الإيوسين ما بين 42.5 ميا إلى 31.0 ميا. تواجد كلب الغرب لحوالي 11.5 مليون سنة.